# Dublin, Pennsylvania
Dublin är en kommun (borough) i Bucks County i Pennsylvania. Vid 2010 års folkräkning hade Dublin 2 158 invånare.